# Somewhere Somehow
Somewhere Somehow è il quarto album studio del gruppo emo-pop statunitense We the Kings, pubblicato nel 2013, è il primo album ad includere Charles Trippy e Coley O'Toole.

## Tracce
1. Queen of Hearts – 3:34
2. Find You There – 3:40
3. I Feel Alive – 3:52
4. I Like It – 3:19
5. That Feeling – 3:58
6. See You In My Dreams – 4:29
7. Die Young Live Forever – 3:13
8. Phoenix Hearts – 4:04
9. Any Other Way – 3:44
10. Say It Now – 4:22
11. Art of War – 4:35
12. Sad Song (feat. Elena Coats) – 3:46
13. Just Keep Breathing – 4:05

## Formazione
Membri del gruppo
- Travis Clark - composizioni chitarra piano, programmazione, voce
- Charles Trippy - basso
- Hunter Thomsen - chitarra, voce
- Coley O'Toole - chitarra, tastiera, voce
- Danny Duncan - batteria